# Gagea alexii
Gagea alexii är en liljeväxtart som beskrevs av Syed Irtifaq Ali och Igor Germanovich Levichev. Gagea alexii ingår i Vårlökssläktet och i familjen liljeväxter. Inga underarter finns listade.